# Liste der Filmfestivals in Tschechien
Die Liste beinhaltet die Namen der Filmfestivals, die in Tschechien stattfinden. Zudem werden genannt: die Jahreszahl der jeweiligen ersten Festival-Ausgabe, der Ort (die Stadt), in dem sich die jeweilige(n) Festival-Spielstätte(n) befinden, sowie die inhaltliche Spezialisierung des jeweiligen Festivals. Hierbei wird die Bezeichnung international verwendet, wenn es hinsichtlich der Produktionsländer der Filme keine geographische Einschränkung gibt. Die Liste ist aufsteigend nach Gründungsjahren geordnet, ein Farbwechsel in den Reihen markiert einen Wechsel im Jahrzehnt des Gründungsdatums.
| Seit | Name des Filmfestivals                                      | Ort                                                                 | Ausrichtung                                                              |
| ---- | ----------------------------------------------------------- | ------------------------------------------------------------------- | ------------------------------------------------------------------------ |
| 1946 | Internationales Filmfestival Karlovy Vary                   | Karlovy Vary                                                        | international                                                            |
| 1961 | Zlín Film Festival                                          | Zlín                                                                | internationale Kinder- und Jugendfilme                                   |
| 1964 | Internationales Fernsehfestival Zlatá Praha (Goldenes Prag) | Prag                                                                | für das Fernsehen produzierte Filme                                      |
| 1964 | Summer Film School                                          | Uherské Hradiště (ständig seit 1992)                                | theoretische Auseinandersetzung mit Film                                 |
| 1964 | Techfilm                                                    | Prag                                                                | Internationale Filme zu Wissenschaft, Technologie und Kunst              |
| 1966 | Academia film Olomouc                                       | Olomouc                                                             | internationale populärwissenschaftliche und Dokumentarfilme              |
| 1968 | Finále                                                      | Pilsen                                                              | Spiel- und Dokumentarfilme aus Tschechien                                |
| 1993 | Febiofest                                                   | Prag, Ostrava, Brünn, Liberec, Pardubice und Städte in der Slowakei | internationale Spiel-, Animations- und Dokumentarfilme                   |
| 1994 | Tage des europäischen Films                                 | Prag, Brünn                                                         | Spiel- und Kurzfilme aus Europa                                          |
| 1997 | Internationales Dokumentarfilmfestival Jihlava              | Jihlava                                                             | internationale Dokumentarfilme                                           |
| 1997 | Internationales Studentenfilmfestival Písek                 | Písek                                                               | internationale Studentenfilme                                            |
| 1999 | One World Film Festival                                     | Prag                                                                | internationale Dokumentarfilme zum Thema Menschenrechte                  |
| 2000 | Czech Gay and Lesbian Film Festival Mezipatra               | Brünn, Prag                                                         | internationale Filme mit homosexueller Thematik                          |
| 2001 | Fort Film (bis 2004)                                        | Terezín                                                             | internationale Filme junger Filmschaffender                              |
| 2002 | AniFest – International Festival of Animated Films          | Třeboň                                                              | internationale Animationsfilme                                           |
| 2004 | Anti Anti Fest                                              | Prag                                                                | internationale Independentfilme                                          |
| 2004 | Bollywood Film Festival                                     | Prag                                                                | Bollywood-Filme                                                          |
| 2004 | Fresh Film Fest                                             | Karlovy Vary                                                        | internationale Studentenfilme                                            |
| 2004 | Music on Film - Film on Music                               | Prag                                                                | internationale Dokumentar-, Experimental- und Spielfilme zum Thema Musik |